# Cierva C.4
El Cierva C.4 fue un autogiro experimental construido por el ingeniero español Juan de la Cierva y Codorníu en España en 1922. 

## Desarrollo
Fue el primer autogiro que consiguió volar con éxito, tras los diseños previos fallidos C.1, C.2 y C.3, que le hicieron comprender la necesidad de corregir el problema que planteaba la asimetría de sustentación para conseguir que el autogiro volara sin tender a volcar. 
De la Cierva había notado estos problemas cuando experimentaba con los modelos a escala real, que, sin embargo, no lo había descubierto en los modelos a escala, que habían volado con éxito, por lo que comenzó a considerar las diferencias entre los rotores a escala y a tamaño real. De la Cierva notó que los rotores usados en los modelos estaban hechos de bambú, y esto los hacía más flexibles que los construidos a tamaño real. 
Esta flexibilidad era la que absorbía la diferencia de sustentación entre el aspa que avanza y la que retrocede. Su nuevo problema entonces fue cómo crear un rotor flexible con los materiales disponibles en esa época. La solución que se le ocurrió finalmente para resolver este problema fue probada el 18 de abril de 1922, y fue la de unir la palas al buje del rotor mediante una articulación de eje horizontal, para que estas, en su giro sobre el eje de la aeronave, igualasen la diferencia de sustentación.

## Diseño
El C.4 usaba el fuselaje de un monoplano Sommer, posiblemente reciclado del C.3, equipado con un rotor de cuatro aspas con las palas articuladas en su raíz. Estuvo completo entre abril y mayo de 1922, y fue probado en junio por José María Espinosa Arias en Getafe. El éxito no fue inmediato, por lo cual Juan de la Cierva realizó una larga serie de modificaciones y refinamientos del diseño. Finalmente, en enero del siguiente año, la aeronave voló en Getafe bajo el mando de Alejandro Gómez Spencer, para realizar un "salto" de 183 m. Según las fuentes, el evento tuvo lugar en diferentes fechas: el 9 de enero o el 17 de enero. 
El 20 de enero, el motor falló en vuelo y el morro del C.4 apuntó hacia arriba. El interés original de Juan de la Cierva en los autogiros (la seguridad aérea) fue dramáticamente demostrado, ya que la máquina llegó indemne a tierra, autorrotando. Dos días después, Juan de la Cierva efectuó una demostración a militares y observadores del Real Aeroclub, incluido el general Francisco Echagüe Santoyo, director del Servicio Aéreo del Ejército, y Ricardo Ikuiz Ferry, presidente del Real Aero Club de España, en el aeródromo de Cuatro Vientos. En ella, el C.4 realizó un vuelo circular de unos 4 km en 3 minutos y medio, a una altitud de 25 m (80 pies).
La planta motriz del C.4 consistía en un motor Le Rhône 9Ja de 110 hp.
En julio, de la Cierva construyó el Cierva C.5, una máquina idéntica con la excepción del rotor, que era de tres palas.

## Especificaciones

### Características generales
- Tripulación: Uno (piloto)
- Planta motriz: 1× motor rotativo de nueve cilindros refrigerado por aire Le Rhône 9Ja.
  - Potencia: 82 kW (113 HP; 112 CV)

### Rendimiento
- Velocidad máxima operativa (Vno): 100 km/h (62 MPH; 54 kt) [2]
- Techo de vuelo: 30 m (98 ft)

## Aeronaves relacionadas

### Desarrollos relacionados
- Cierva C.3

### Secuencias de designación
- Secuencia C._ (Interna de la compañía Cierva): C.1 - C.2 - C.3 - C.4 - C.5 - C.6 - C.7 →